# Bartodzieje (Bydgoszcz)

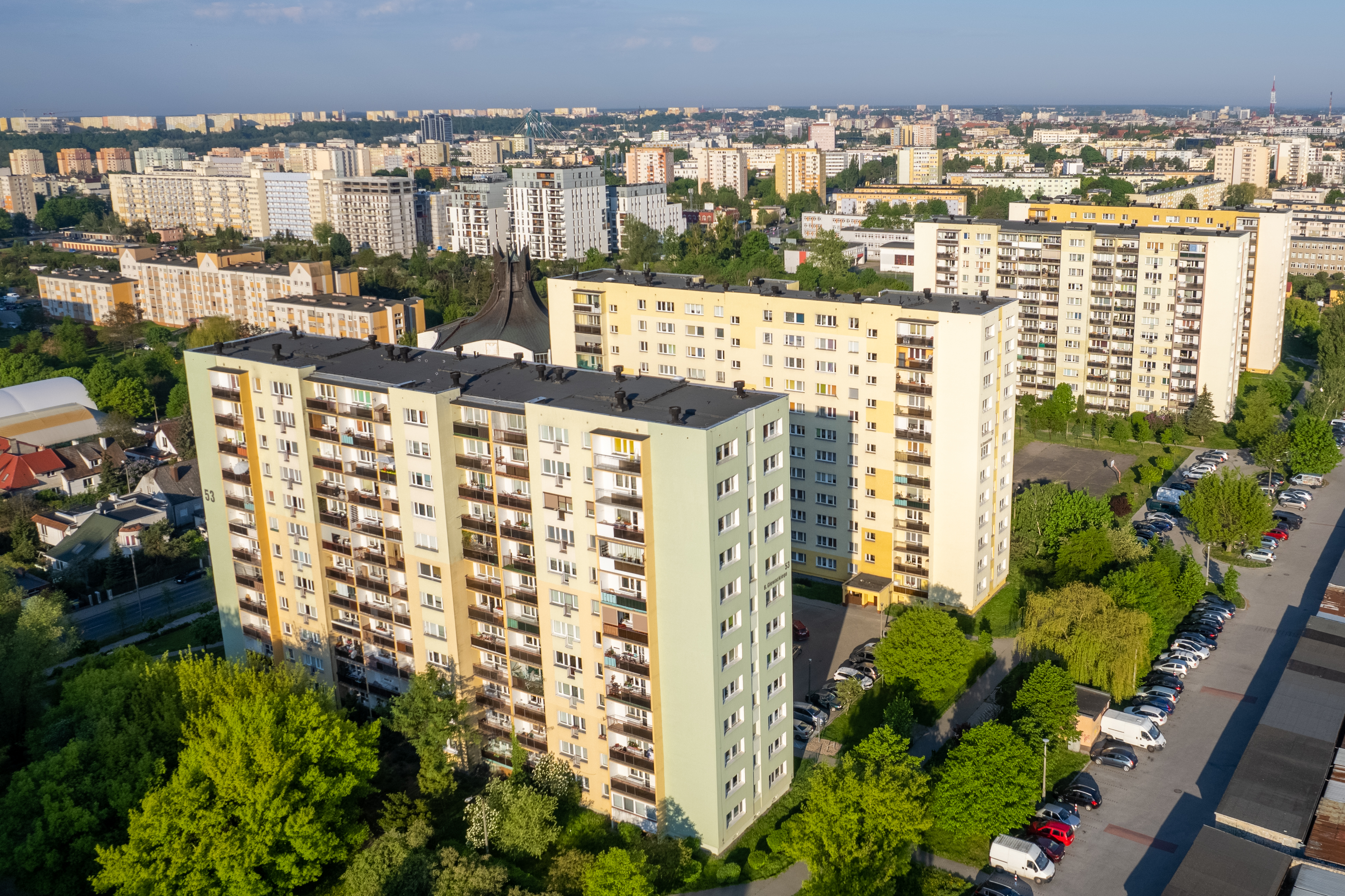
Widok od ul. Kamiennej

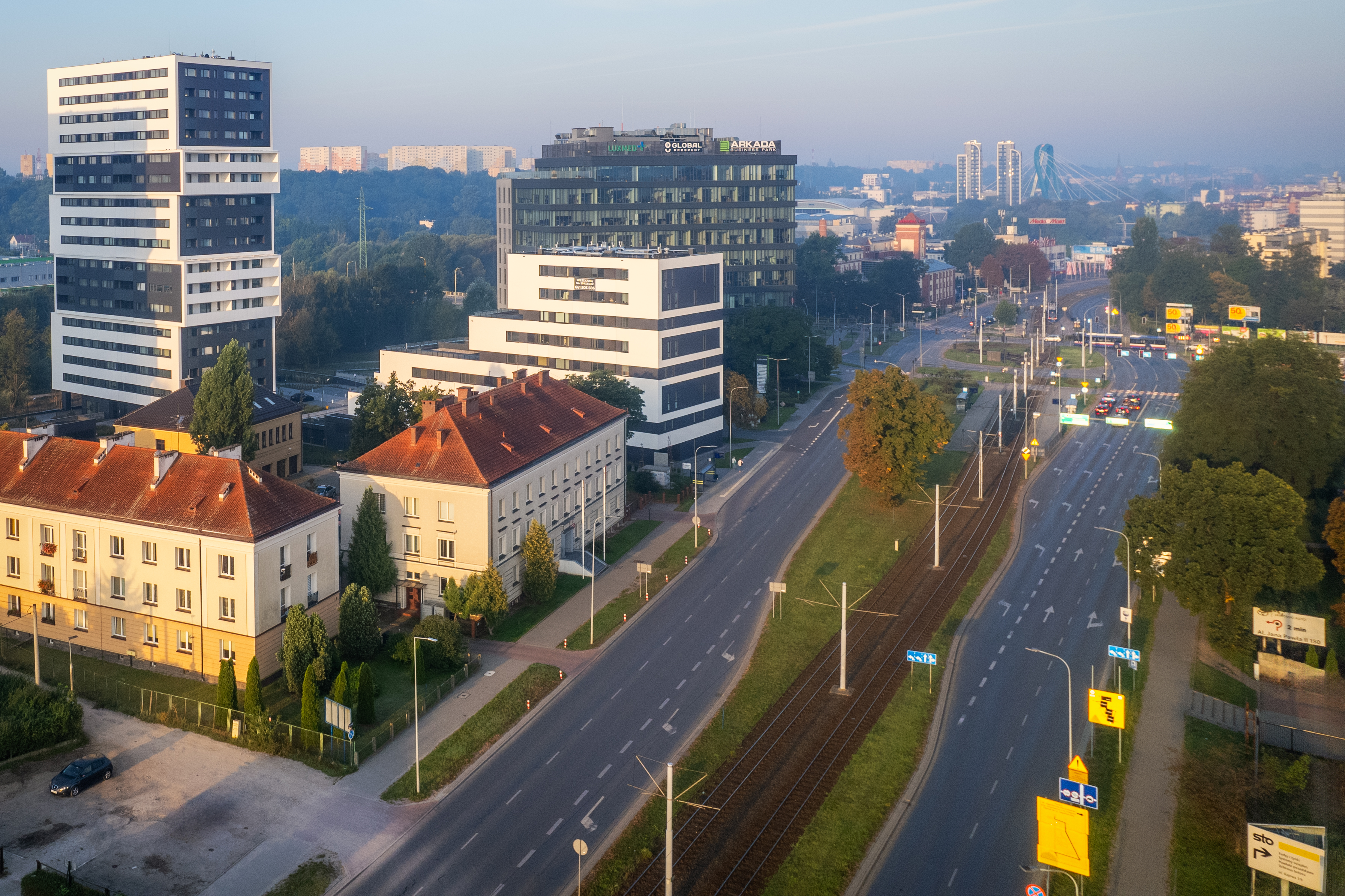
Widok wzdłuż Fordońskiej

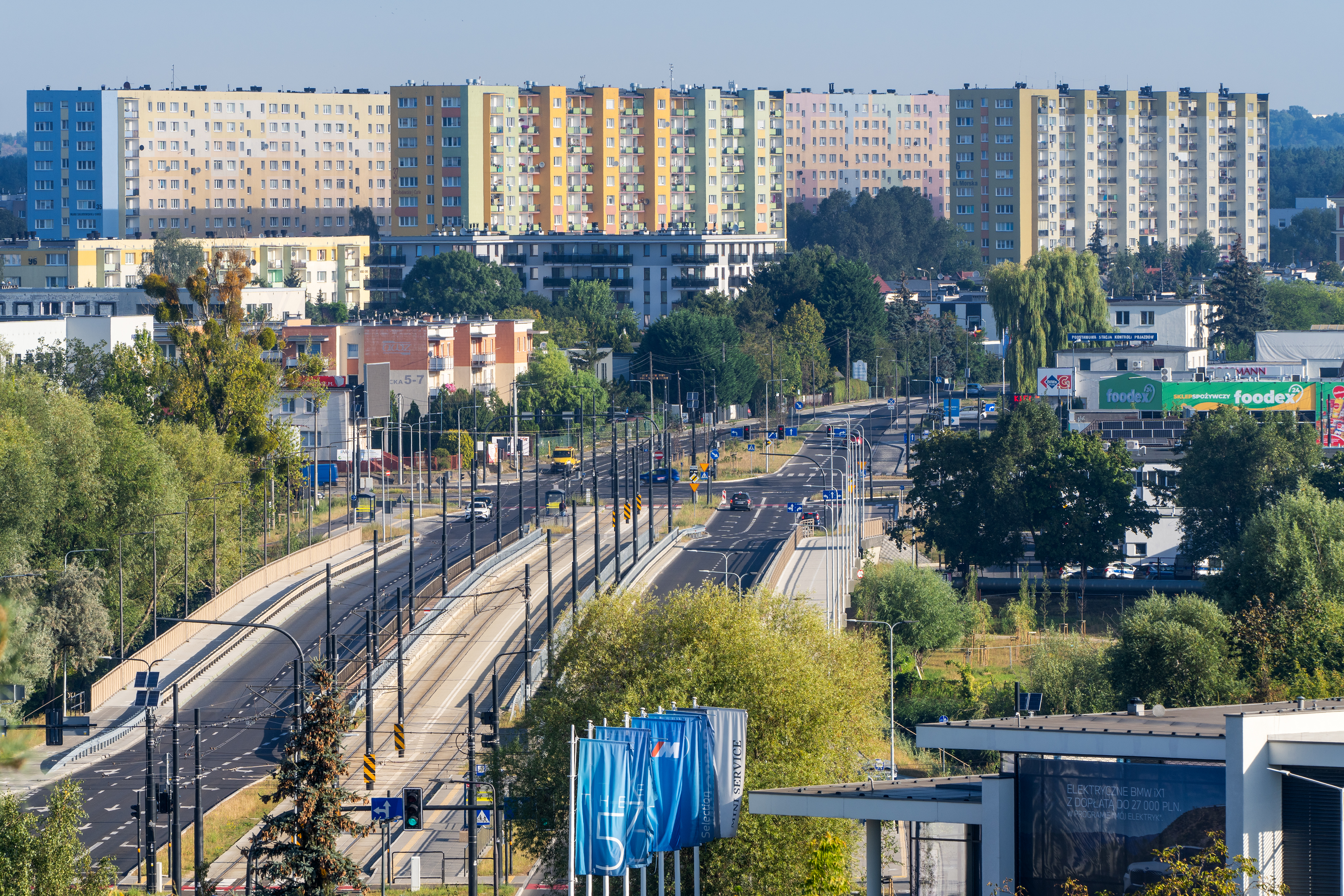
Widok na Bartodzieje i most Kazimierza Wielkiego z Kapuścisk

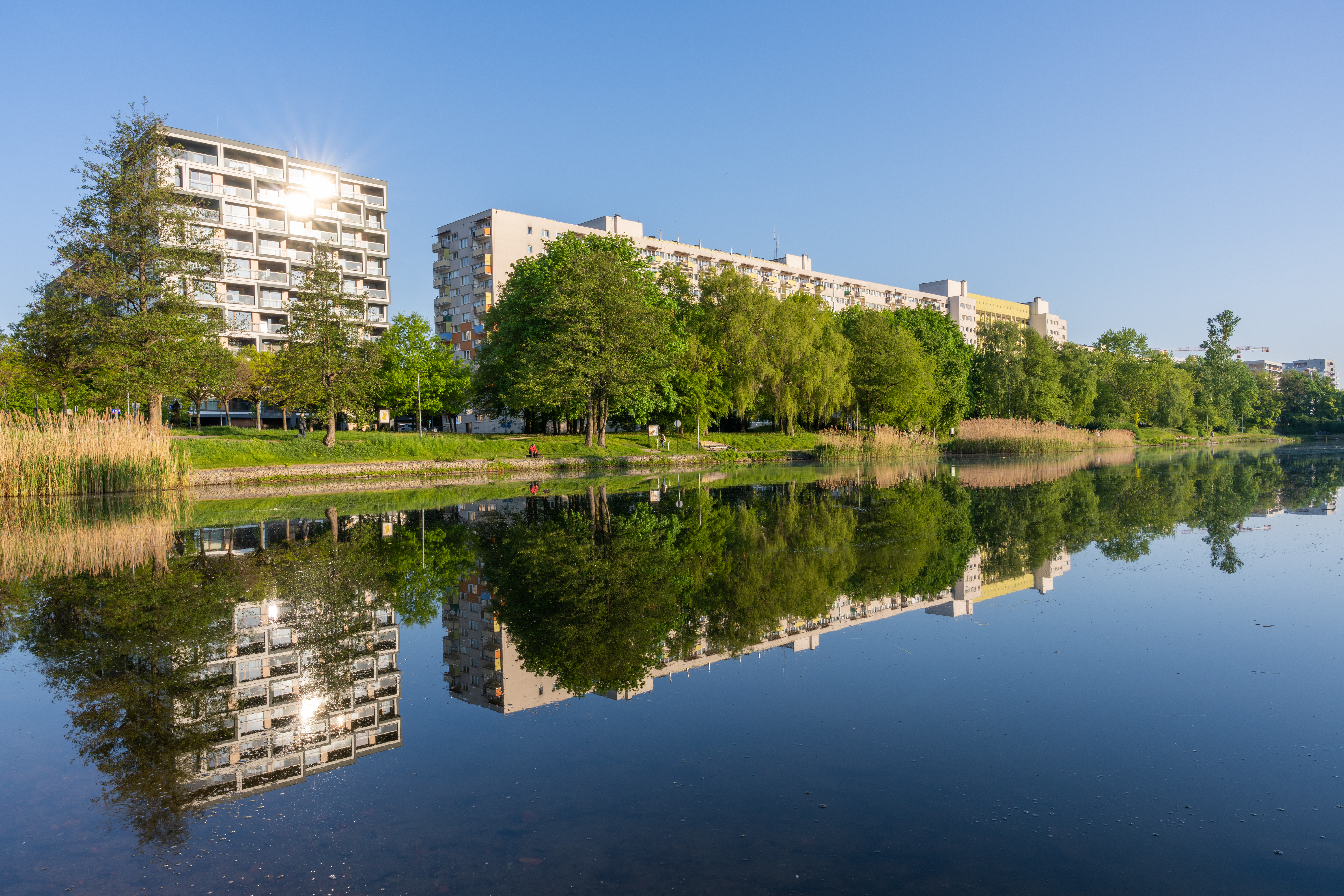
Balaton na Bartodziejach

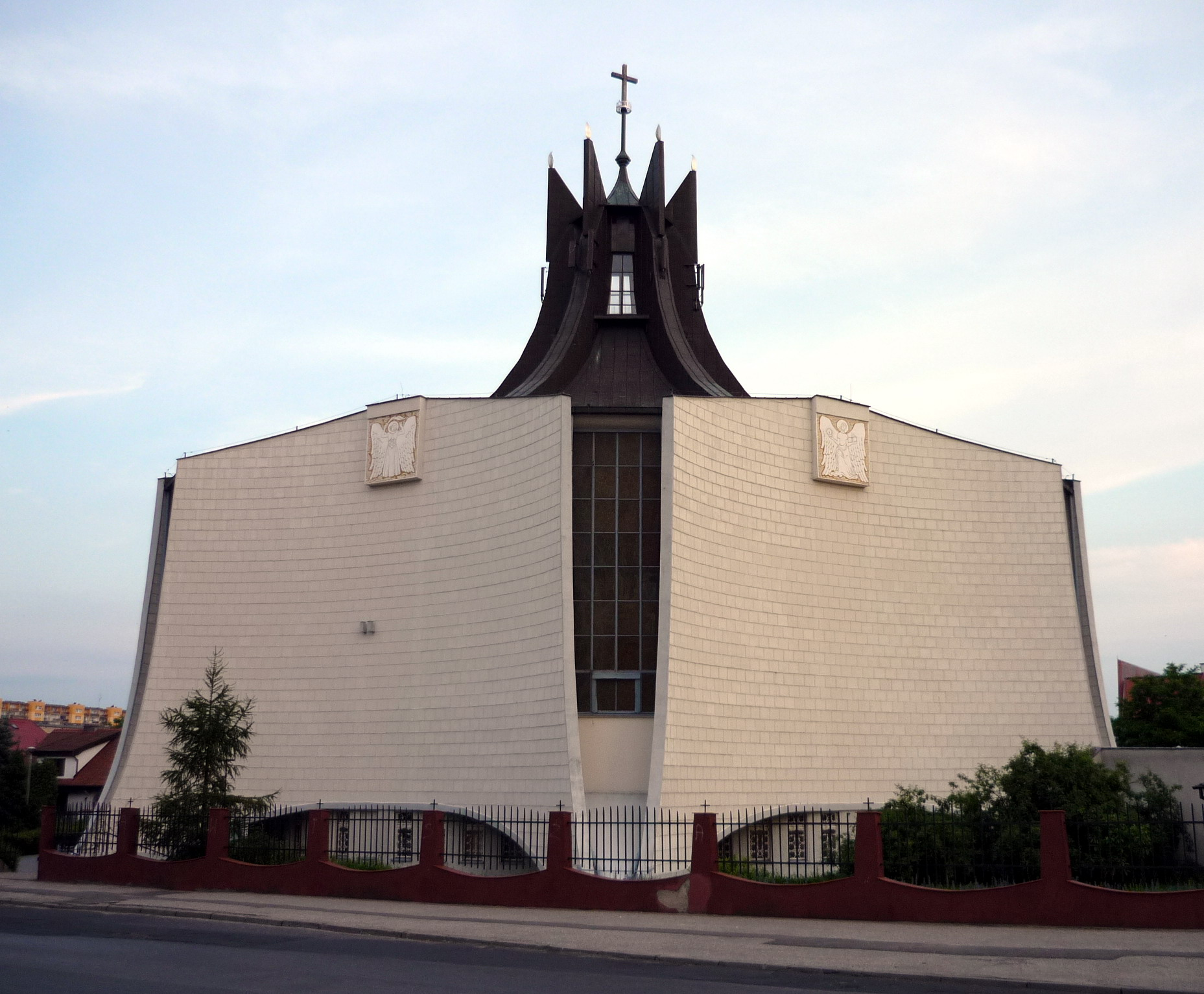
Kościół pw. Matki Bożej Zwycięskiej

Bartodzieje – jednostka urbanistyczna (osiedle) miasta Bydgoszczy, położona w jego środkowej części.

## Położenie
Jednostka urbanistyczna Bartodzieje usytuowana jest w centralnej części miasta i zaliczana do osiedli tzw. Dolnego Tarasu Bydgoszczy. Sąsiaduje od południa poprzez rzekę Brdę z osiedlem Kapuściska, od wschodu i częściowo północy z osiedlem Bydgoszcz Wschód, od północnego zachodu z Osiedlem Leśnym, zaś od zachodu z Bielawami. Bartodzieje sąsiadowały wcześniej również ze Skrzetuskiem, które zostało podzielone pomiędzy Bartodzieje a Bielawy.
Pod względem fizycznogeograficznym osiedle leży w obrębie makroregionu Pradolina Toruńsko-Eberswaldzka, w mezoregionie Kotlina Toruńska i mikroregionie Miasto Bydgoszcz. Południowe obrzeża osiedla należą do Miejskiej Doliny Brdy (terasy I-II ok. 30–40 m n.p.m.), część środkowa leży na terasie III (43 m n.p.m.), zaś północna na piaszczystej terasie VI (54 m n.p.m.). Teren nachylony jest łagodnie z północy na południe. Granice teras nie są wyraźne, z wyjątkiem północnych obrzeży Bartodziejów, gdzie występuje granica między plejstoceńską pradoliną Wisły a holoceńską doliną Brdy. W południowej części osiedla w podłożu płytko (0,8–2 m) zalegają iły trzeciorzędowe, które miejscowo są odsłonięte (rejon jez. Balaton) w wyniku erozji wód płynących, które zmyły powierzchniowe osady czwartorzędowe.
Historycznie w skład obecnej jednostki urbanistycznej wchodzą: większość obszaru gminy Bartodzieje Wielkie (200 ha) wcielonej do miasta Bydgoszczy 1 kwietnia 1920 roku oraz zachodni fragment gminy Kapuściska Małe również włączonej w 1920 roku

## Ludność
W 1970 roku Bartodzieje zamieszkiwało 10 tys. osób, 20 lat później – 29,7 tys. Wzrost liczby ludności związany był z urbanizacją terenu, budową osiedli mieszkaniowych. W kolejnych latach liczba mieszkańców spadała: w 1998 roku wynosiła 28,4 tys. osób, a w 2007 roku – 24,4 tys. W latach 2007–2012 liczba ludności pozostawała na stałym poziomie 24,4 tys. osób.
W styczniu 2018 liczba zameldowanych na stałe wynosiła 23 864, a we wrześniu 2024 r. 20 893.

## Historia osiedla
Wieś królewska starostwa bydgoskiego położona była w końcu XVI wieku w powiecie bydgoskim województwa inowrocławskiego. Osiedle Bartodzieje to dawna wieś Bartodzieje Wielkie (niem. Gross Bartelsee), którą na początku XX w. zamieszkiwało 331 mieszkańców. W 1920 roku została przyłączona do miasta Bydgoszczy. Według jednej z teorii nazwa Bartodzieje pochodzi od słów „bardo” lub „bata”, czyli rodzaju broni, którą niegdyś wyrabiano na tych terenach. Inna teoria mówi o pochodzeniu słowa Bartodzieje od bartnictwa, ponieważ dawniej znajdowało się tutaj wielu pszczelarzy.
Na terenie osiedla wydobywano glinę – staw Balaton powstał na miejscu takiego wyrobiska.
W roku 1965 powstał plan generalnej rozbudowy i przeobrażenia osiedla w nowoczesną dzielnicę mieszkaniową, ponieważ do tego czasu znajdowały się tutaj głównie gospodarstwa rolne. Jedyne zakłady produkcyjne, szkoły i lokale gastronomiczne znajdowały się w okolicach ulicy Fordońskiej.

### Inwestycje mieszkaniowe
W 2019 Spółka JHM Development wystąpiła o pozwolenie na budowę u zbiegu ul. Fordońskiej i Żabiej, w pobliżu siedziby Generalnej Dyrekcji Dróg Krajowych i Autostrad oraz kompleksu biurowego Arkada Business o wysokości 45 m, trzech budynków mieszkaniowych z funkcją usługową o nazwie Aura Towers. Ostateczny projekt przewiduje jednak powstanie 2 obiektów 16-piętrowych i jednego 7-piętrowego.
W 2020 przy ul. Ceramicznej, przy zbiorniku "Balaton" zakończono budowę innego budynku mieszkalnego o segmentowej konstrukcji, którego najwyższa 10-piętrowa część ma 35 metrów wysokości, natomiast sąsiadująca z pobliskim osiedlem domków jednorodzinnych część zachodnia posiada trzy piętra. W tym samym roku Bydgoskie Towarzystwo Budownictwa Społecznego zleciło budowę dwóch pięciokondygnacyjnych budynków z 90 mieszkaniami przy ul. Swarzewskiej, których projekt wyłoniono w drodze konkursu architektonicznego i które ukończono w 2022. W 2024 zakończone też prace nad 10 piętrowym budynkiem w rejonie ul. Gajowej.
W 2024 nad Bartodziejach trwały prace dotyczące budowy kolejnych osiedli w rejonie ulic Fordońskiej, Ceramicznej, Cegielnianej.

## Rekreacja
Na terenie Bartodziejów znajduje się 9 ha terenów zieleni urządzonej. Głównym obszarem rekreacyjnym jest akwen Balaton, otoczony bulwarem oraz terenami zieleni. W odległości około 1 km poprzez osiedle Bydgoszcz Wschód możliwy jest dostęp do Lasu Gdańskiego, zaś południową granicą osiedla jest rzeka Brda, gdzie planowana jest budowa bulwaru, ścieżki rowerowej. Obszar nadrzeczny o powierzchni ok. 4 ha jest potencjalnym miejscem rekreacji rodzinnej o wymiarze ponadlokalnym.

### Obiekty sportowe
Osiedle dysponuje kilkoma obiektami sportowymi, m.in. basenem krytym (przy Zespole Szkół Medycznych przy ul. Swarzewskiej), kompleksem Orlik 2012, kortem tenisowym, strzelnicą oraz przystanią żeglarską na Balatonie.

### Drogi rowerowe
Osiedle posiada drogi rowerowe biegnące wzdłuż al. Stefana Wyszyńskiego oraz wzdłuż Kamiennej. Studium transportowe Bydgoszczy przewiduje rozbudowę dróg rowerowych (w postaci pasów rowerowych) m.in. wzdłuż ul. Skłodowskiej-Curie i Łęczyckiej. Wzdłuż brzegu Brdy planowana jest budowa drogi rowerowej łączącej Stare Miasto z Fordonem nad Wisłą w ramach projektu Bartodziejskie Bulwary Brdy (zobacz Planty nad Brdą).

### Ochrona przyrody
Na terenie Bartodziejów znajduje się kilka pomników przyrody, zlokalizowanych głównie przy ul. Fordońskiej: katalpa zwyczajna oraz perełkowiec japoński.

## Ulice na Bartodziejach
- Aleja Kardynała Stefana Wyszyńskiego
- Armii Krajowej
- Bałtycka
- Bartosza Głowackiego
- Boczna
- Braniewska
- Cegielniana
- Ceramiczna
- Darłowska (w 2017 utwardzona kosztem 289,8 tys. zł)[17]
- Drawska
- Fordońska
- Fromborska
- Gajowa
- Gdyńska
- Granitowa
- Helska
- Huculska
- Inwalidów
- Kamienna
- Kazimierza Pułaskiego
- Kijowska
- Kołobrzeska
- Kostrzyńska
- Kosynierów
- Koszalińska
- Kozacka
- Księdza Piotra Ściegiennego
- Lansjerów
- Lęborska
- Łęczycka
- Mała
- Marii Skłodowskiej-Curie
- Mazurska
- Morska
- Pałucka
- Polanka
- Połczyńska
- Powstańców Wielkopolskich
- Pucka
- Redłowska
- Sobieszewska
- Sopocka
- Swarzewska
- Sygnałowa
- Uskok
- Uznamska
- Żabia
- Żmudzka

## Ważniejsze obiekty
- oświatowe:
  - Szkoła Podstawowa nr 32 im. Floriana Kaji przy ul. Bałtyckiej (Zespół Szkół 21)
  - Szkoła Podstawowa nr 14 im. Władysława Sikorskiego przy ul. Żmudzkiej
  - Zespół Szkół Handlowych przy ul. Gajowej
  - Zespół Szkół Ekonomiczno-Administracyjnych przy ul. Gajowej
  - Zespół Szkół Samochodowych przy ul. Powstańców Wielkopolskich
  - VIII Liceum Ogólnokształcące im. dra Emila Warmińskiego przy ul. Swarzewskiej
  - XII Liceum Ogólnokształcące przy ul. Kijowskiej (aktualnie część Zespołu Szkół nr 24, ul. Puszczykowa 11)
- Parafie rzymskokatolickie:
  - Matki Bożej Zwycięskiej przy ul. Bartosza Głowackiego
  - Matki Boskiej Częstochowskiej przy ul. Żmudzkiej
  - Matki Boskiej Ostrobramskiej przy ul. Kijowskiej
- służby zdrowia:
  - Przychodnia Rejonowa „Bartodzieje” przy ul. Koszalińskiej
  - Kolejowa Rejonowa Przychodnia Lekarska przy ul. Bartosza Głowackiego

## Ciekawe miejsca na Bartodziejach
- Balaton – dawna glinianka, obecnie akwen z fontannami, letnimi wieczorami podświetlonymi, wokół ścieżki spacerowe i ławeczki, położony między ulicami Polanką, Swarzewską i Skłodowskiej-Curie
- jedyne (poza znajdującymi się na Błoniu) mrówkowce (galeriowce) w mieście, przy ul. Skłodowskiej-Curie. Powstały w l. 70. Każdy z nich posiada 464 mieszkania.

## Komunikacja drogowa i kolejowa
Blisko północnej granicy osiedla biegnie droga krajowa 80, zachodnią granicę zaś stanowi droga 5 (E261).
Obok drogi nr 80 przebiega linia kolejowa nr 18 (Kutno-Piła Główna), na której funkcjonuje przystanek Bydgoszcz Bielawy, oraz linia kolejowa nr 201.

## Komunikacja miejska

### Autobusowa Dzienna
- 55: Skorupki - Morska
- 59: Błonie - Kapuściska (w oznaczonych kursach do Łęgnowa)
- 60: Błonie - Morska
- 64: Barwna - Przemysłowa
- 65: Nad Wisłą -  Dworzec Leśne
- 67: Rycerska  - Most Kazimierza Wielkiego
- 69: Tatrzańskie - Błonie
- 71: Rekinowa - Morska
- 77: Niklowa - Morska
- 83: Czyżkówko - Tatrzańskie
- 89: Tatrzańskie - Błonie

### Autobusowa Nocna
- 32N: Dworzec Błonie -  Tatrzańskie (w oznaczonych kursach do Łoskoń/Zajezdnia)
- 33N: Piaski - Tatrzańskie (w oznaczonych kursach do Łoskoń/Zajezdnia)

### Tramwajowa
- 3: Łoskoń – Wilczak
- 5: Łoskoń – Rycerska
- 7: Łoskoń– Kapuściska
- 10: Niepodległości  – Las Gdański P+R
- 11:Niepodległości - Bielawy